# Verein der Yachtmannschaften in Eckernförde
Der Verein der Yachtmannschaften in Eckernförde wurde 1906 gegründet, um Fischer als Yachtmatrosen auf die großen Yachten der damaligen Zeit zu vermitteln.
Am 10. November 1906 gründeten 18 Fischer aus Eckernförde unter der Leitung des Fischers Heinrich Prüß in dem Lokal „Ostseehalle“ in Eckernförde (Jungfernstieg/Ecke Tatenberg) durch Annahme der Statuten (Satzung) den Verein. Nach § 1 soll die Zusammengehörigkeit der Mitglieder untereinander gepflegt und gefestigt werden, den Mitgliedern Stellungen auf Segelyachten besorgt werden und die Mitglieder nach Kräften unterstützt werden.

## Aufgabe des Vereins
Aufgabe des Vereins war die Vermittlung von Fischern als Yachtmatrosen auf die großen Yachten der damaligen Zeit. Er diente somit als Jobbörse. Der Verein handelte die Heuer, Verpflegung, Unterbringung und Bekleidung der Männer aus. Für die Aufgabe als Yachtmatrose musste der Bewerber besondere Anforderungen erfüllen. Er musste kräftig, gewandt, gut erzogen und ein guter Seemann sein. Der Verein ließ sich durch drei Zeugen bestätigen, dass er als Fischer seemännische Erfahrungen gesammelt hatte. Kamen Klagen, musste das Vereinsmitglied mit Strafmaßnahmen wie Bußgeld oder Aussetzen einer Chancerechnen rechnen. Die Aufnahmegebühr betrug damals 1 Reichsmark (RM) und der monatliche Beitrag 0,50 RM.

## Entstehung des Vereins
Die Entstehung geht auf den Bedarf an geeigneten Mannschaften auf den großen Segelyachten zu Beginn des 20. Jahrhunderts zurück, mit denen ihre Eigner ambitioniert Regatten segeln wollten. Hier sind insbesondere die Segelyachten Meteor I–V des deutschen Kaisers Wilhelm II. zu nennen.
Um diese 50 Meter langen und zirka 1000 Quadratmeter Segelfläche tragenden Yachten bedienen zu können, waren ungefähr 32 Mann Besatzung erforderlich. Bei der ersten Meteor sowie ihrer Nachfolgerin bestand diese nur aus englischen Seeleuten, da die Yachten in Schottland gebaut worden waren. Die dritte Meteor wurde in New York gebaut, segelte jedoch mit deutscher Mannschaft. Im Zuge der nationalen Selbstbesinnung wurden die vierte gleichnamige Yacht auf der Germaniawerft in Kiel gebaut und segelte mit rein deutscher Besatzung. So konnte Kaiser Wilhelm II. seinen Anspruch „Deutsch vom Kiel bis zum Flaggenknopf“ einlösen.
Dass gerade die Eckernförder Fischer sich zu dem Verein der Yachtmannschaften zusammenschlossen, liegt an der Fischfangsaison in der Eckernförder Bucht, die in Abhängigkeit vom Laichverhalten des Dorschs und des Herings von September bis Mai dauerte. Im Sommer wurde nur Kleinfischerei mit Stellnetzen betrieben. Die Mehrzahl der Fischer war daher in den Sommermonaten arbeitslos.
So hatten sie Zeit, ihre seemännischen Fähigkeiten, die sie auf den segelnden Fischerbooten im rauen Winter erworben hatten, auf den großen Yachten einzusetzen. Der Verein sprach gezielt die nahen Yacht-Clubs in Kiel und an der Ostsee an. Es stellten sich bald Regattaerfolge ein, da die Eckernförder Yachtmatrosen bei den Segelmanövern schneller als andere Seeleute waren. Das sprach sich bei den ehrgeizigen Eignern großer Yachten wie Meteor, Germania, Nordstern (ex Meteor III), Hamburg herum.
Die Fischer verdienten als Yachtmatrosen gut und kamen viel in der Welt herum. Mancher konnte von der ersparten Heuer den Besuch der Navigationsschule finanzieren und später Karriere als Kapitän machen. Manche Yachteigner heuerte die Mannschaft das gesamte Jahr über an. Diese blieb dann die gesamte Zeit an Bord und musste das Schiff und mitunter die Sommerhäuser der Schiffseigner pflegen, Essen kochen und Butlertätigkeiten ausführen. Gelegentlich wurden die Ehefrauen mit engagiert. Auf den Hochseeyachten wurden an die Matrosen hohe Anforderungen gestellt. Manche Yacht geriet während einer Atlantiküberquerung im Mittelmeer in Stürme und schwere See. Der Wahlspruch der Eckernförder Yachtmatrosen In Sturm und Wetter ist Gott unser Retter zeugt vom Kampf mit den Gewalten der See.

## Entwicklung des Vereins
Der Verein hatte seine Blütezeit vor dem Ersten Weltkrieg und etwa von 1923 bis zum Beginn des Zweiten Weltkrieges mit 128 männlichen Mitgliedern, etwa 30 waren in Übersee beschäftigt. Während der beiden Weltkriege ruhte das Vereinsleben. Nach dem Zweiten Weltkrieg ging der Bedarf an guten Yachtmatrosen zurück, da die sportlichen Eigner auf ihren nunmehr kleineren und technisch besser ausgerüsteten Yachten selbst oder mit kleiner Mannschaft aus dem Freundeskreis segelten.
Mit Stand 2018 gehörten dem Verein der Yachtmannschaften Eckernförde 66 Mitglieder an, darunter sind drei Frauen. Sie sind nicht mehr auf großen Segelschiffen angestellt, jedoch sind einige selbst als Skipper auf ihren privaten Segelbooten aktiv. Der Verein hat sich zum Traditionsverein gewandelt.